# Yosemite (película)
Yosemite es una película dramática de 2015 dirigida por Gabrielle Demeestere y protagonizada por James Franco, Everett Meckler y Alec Mansky. La película está basada en un guion de la misma directora, que fue una adaptación de tres cuentos de James Franco.

## Argumento
Es el otoño de 1985. Los amigos de primaria Chris, Joe y Ted viven en el paraíso suburbano de Palo Alto cuando un león de montaña amenaza a la comunidad. Chris va a pasar entonces con su padre el fin de semana en Yosemite cuando descubren un cadáver en el bosque. Joe, abandonado a su suerte por su niñera, entabla amistad con un vagabundo que tiene su misma pasión por los cómics. Mientrastanto, un león de montaña es visto en Palo Alto en plena luz del día a la vez que Ted busca a su gato, que ha desaparecido.

## Reparto
| Actor           | Personaje |
| --------------- | --------- |
| James Franco    | Phil      |
| Alec Mansky     | Joe       |
| Everett Meckler | Chris     |
| Henry Hopper    | Henry     |
| Calum John      | Ted       |
| Troy Tinnirello | Alex      |
| Steven Wiig     | Michael   |

## Producción
La película se filmó en el parque nacional de Yosemite.

## Recepción
Hoy en día la película ha sido valorada en portales cinematográficos y por críticos profesionales. En IMDb, con 948 votos registrados, el filme obtiene una media ponderada de 4,7 sobre 10. En cuanto a Rotten Tomatoes, los menos de 50 votos registrados en el portal dieron a la profucción cinematográfica una valoración media de 3,8 de 5, mientras que los 13 críticos profesionales registrados en el portal le dieron una valoración media de 7,3 de 10.